# Тимяшево (Татарстан)
Тимя́шево (тат. Тимәш) — село в Лениногорском районе Республики Татарстан. Административный центр муниципального образования «Тимяшевское сельское поселение». Было основано не позднее 1762 года. Название села произошло от имени тат. Тимәш (Тимяш). Население в 2002 году достигало 2680 человек, в 2024 году оно составляло 2386 человек.

## География

### Географическое положение
Находится в лесостепной зоне, в Восточном Закамье. По территории села протекает речка Олы-су, за селом — река Карамала. Имеется множество родников. Внутреннее строение представляют чернозём, песчаные, глинистые, тяжёлоглинистые отложения. Окрестности села богаты полезными ископаемыми — нефть, газ, глина, песчаник. Располагается 3 км юго-западнее города Лениногорска. Высота над уровнем моря — 279 м.

### Климат
Климат — умеренно-континентальный с холодной длинной зимой и умеренно-жарким летом. По Классификации климатов Кёппена, климат села определяется как Dfb — влажный континентальный с тёплым летом. Температура здесь в среднем 4.2 °C. Среднегодовая норма осадков — 641 мм.
| Показатель              | Янв.  | Фев.  | Март | Апр. | Май  | Июнь | Июль | Авг. | Сен. | Окт. | Нояб. | Дек. |
| ----------------------- | ----- | ----- | ---- | ---- | ---- | ---- | ---- | ---- | ---- | ---- | ----- | ---- |
| Средняя температура, °C | −11,4 | −10,6 | −4,5 | 4,3  | 12,8 | 17,2 | 19,8 | 18,2 | 12   | 4,3  | −3,1  | −9   |
| Норма осадков, мм       | 49    | 39    | 43   | 40   | 55   | 67   | 60   | 60   | 59   | 62   | 55    | 52   |
| Источник:               |       |       |      |      |      |      |      |      |      |      |       |      |

## История и этимология
Название села произошло от имени тат. Тимәш (Тимяш). Основание Новопоселённой Темешева переселенцами из село Старое Шаймурзино произошло не позднее 1762 года. В исторических документах именуется также как Ромашкино. До 1860-х годов жители относились к сословию государственных крестьян.
Помимо традиционных повсеместных земледелия (сельская община владела 2242 десятинами земли в начале XX века) и скотоводства, обычным занятием жителей также был лыко-мочальный промысел. По сведениям начала XX века, здесь действовал воскресный базар. С начала XIX века действовала мечеть. В начале XX века здесь действовали мечеть и мектеб.
В 1918 году в селе начала действовать начальная школа, в 1965 году преобразованная в среднюю. В 1929 году в селе был организован колхоз «Карамалы». В 1960 году из колхозов села и соседних деревень был создан совхоз «Путь к коммунизму». В 1967 году земли села перешли к Лениногорской птицефабрике. В 1948 году близ села была добыта первая нефть Ромашкинского месторождения.
До 1920 года село было в Ново-Письмянской волости, входившей в Бугульминский уезд Самарской губернии. С 1920 года вошло в состав Бугульминского кантона ТАССР. В связи с упразднением кантонного деления в республике, 10 августа 1930 года было включено в Шугуровский, 10 февраля 1935 года в Ново-Письмянский, а 18 августа 1955 года в Лениногорский район.

## Население
| 1785  | 1859  | 1889  | 1897  | 1910  | 1920  | 1926  |
| ----- | ----- | ----- | ----- | ----- | ----- | ----- |
| 132   | ↗651  | ↗1246 | ↘1202 | ↗1284 | ↗1413 | ↘1006 |
| 1938  | 1949  | 1958  | 1970  | 1979  | 1989  | 2002  |
| ↘690  | ↘585  | ↗2202 | ↘2117 | ↘1817 | ↗1834 | ↗2680 |
| 2010  | 2012  | 2013  | 2014  | 2015  | 2016  | 2017  |
| ↘2634 | ↗2635 | ↘2614 | ↘2604 | ↘2564 | ↘2510 | ↘2480 |
| 2024  |       |       |       |       |       |       |
| ↘2386 |       |       |       |       |       |       |

В 1785 году при подсчёте учитывались только мужчины. На начало 2024 года в селе жили 2386 человек, в том числе 1301 человек трудоспособного, 451 человек — детского, 634 человека старше трудоспособного возраста. Национальный состав села — преимущественно, татары. Согласно результатам переписи 2002 года, в национальной структуре населения села татары составляли 72% из 2680 человек. По сведениям 2017 года, татары составляли 58%, русские — 36, мордва — 2,3%, чуваши — 1,5% населения.

## Экономика
На территории села расположены предприятия и объекты акционерного общества «Транснефть — Прикамье», публичного акционерного общества «Татнефть», Волго-Камского производственно-технического управления связи, общества с ограниченной ответственностью «Татспецтехснаб».

## Транспорт
Через село проходят автомобильная дорога общего пользования регионального значения «Лениногорск — Черемшан». Тимяшево является промежуточным остановочным пунктом по межмуниципальному маршруту регулярных перевозок «Лениногорск — Казань — Лениногорск».

## Инфраструктура
В селе с 2015 года детский сад располагается в новом здании (действовал с 1966 г.), с 1933 года — средняя школа. Имеются два фельдшерско-акушерских пункта, почтовое отделение, парк имени Галеева. В селе 11 улиц. Общая площадь села — 350 га. Жилая застройка представлена одно- и двухэтажными индивидуальными жилыми домами, многоквартирными жилыми домами. Село газифицировано и электрифицировано. Водоснабжение осуществляется из подземных источников при помощи артезианских скважин и водонапорных башен. 
Имеется централизованная система водоотведения в многоквартирных домах, в остальной жилой застройке централизованная канализация отсутствует. Население пользуется септиками или выгребными ямами. Отопление индивидуальной и общественной застройки осуществляется от локальных источников теплоснабжения, работающих на газе.

## Культура и религия

### Культура
На сельском кладбище расположен объект культурного наследия регионального значения «Могила татарского поэта и учёного Абдурахмана Утыз Имяни (1754—1834)». На месте скважины № 3 Ромашкинского месторождения нефти установлена стела в честь тех, кто разведал и освоил это месторождение. С 1954 и 1993 годов действуют две сельские библиотеки, с 1961 года — сельский дом культуры. Действует творческий коллектив — вокальный детский ансамбль «Нотки».

### Религия
В селе находится местная мусульманская религиозная организация — сельский приход Духовного управления мусульман Республики Татарстан. Действует мечеть (с 1998 г.).

## Известные уроженцы
С селом связаны деятельность мыслителя, богослова, поэта Габдерахима Утыз Имяни (1754—1834). В селе родились:
- Ахат Губайдуллин (1919—1993) — буровой мастер, Герой Социалистического Труда
- Аклим Мухаметзянов (1930—2004) — нефтяник, генеральный директор объединения «Татнефть», заместитель министра нефтяной и газовой промышленности СССР
- К. Ф. Фасеев (1919—2005) — государственный деятель, философ, первый заместитель председателя Верховного Совета РСФСР[31]